# Нічниця мишоподібна
Нічниця мишоподібна (Arytrura musculus) — вид нічних метеликів родини еребід (Erebidae).

## Поширення
Вид поширений в Східній Європі та Північній Азії від Угорщини до Японії. Присутній у фауні України.